# Propulsión espacial termonuclear

Diagrama de un cohete térmico nuclear de fisión de núcleo sólido con turbobomba de derivación

La propulsión termonuclear es una técnica que utiliza el calor generado por una reacción nuclear para calentar un propulsor (generalmente hidrógeno líquido) e impulsar una nave espacial. Frente a otras técnicas de propulsión espacial, basadas en el uso de combustibles de propulsión sólidos y líquidos ofrece la ventaja de acortar considerablemente los viajes de larga duración.

## Historia

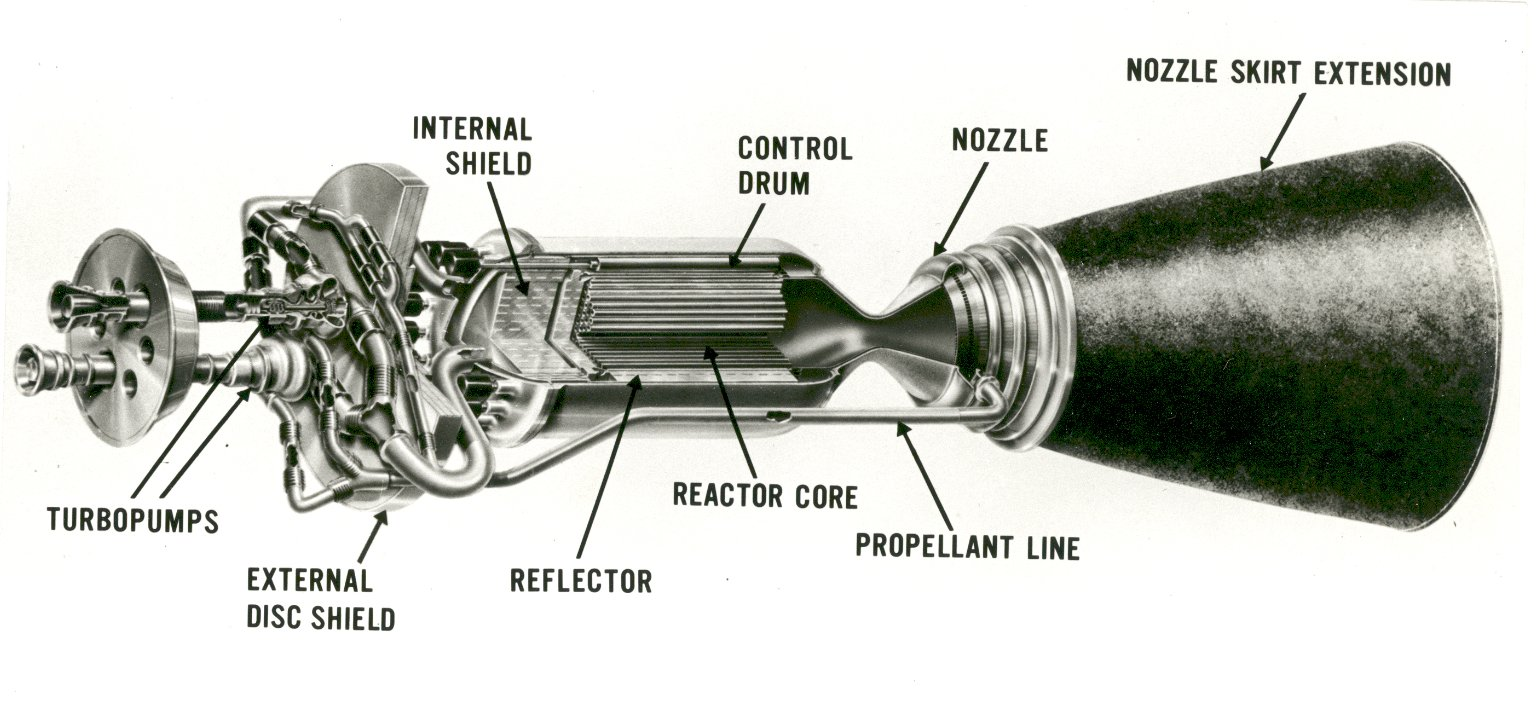
Un diseño NERVA de núcleo sólido

En la década de los años 60, en Estados Unidos se comenzó a investigar el uso de la propulsión nuclear para viajes espaciales por medio del programa NERVA —denominado así por las siglas de su nombre en inglés, Nuclear Engine for Rocket Vehicle Applications—. En 1969 se llegó a planear un viaje a Marte en el que se usarían 3 motores NERVA y durante la fase de pruebas se cumplieron casi todos los requerimientos. El programa NERVA terminó en 1972, y debido a las controversias políticas y ambientales que causaban las pruebas nucleares, la investigación en esta tecnología sufrió un duro golpe. A finales de los años 80, el proyecto Timberwind, parte de la Iniciativa de Defensa Estratégica, diseñó un nuevo prototipo, que se desarrolló para dotarlo de más prestaciones en el programa STNP — siglas de Space Thermal Nuclear Propulsion—. Los avances en investigación de  materiales e ingeniería nuclear y el uso de herramientas informáticas para modelar el mecanismo dieron lugar a mejoras sustanciales de los nuevos motores.
El interés por los viajes interplanetarios entre la Tierra y Marte ha sido un incentivo para continuar investigando la tecnología de propulsión termonuclear, Las diversas pruebas realizadas demostraron esta técnica  es el doble de eficaz que los motores químicos más avanzados, lo que se traduciría en mayor capacidad de carga y una duración menor del viaje: unos tres o cuatro meses, comparado con entre seis y nueve meses con motores convencionales, y una consiguiente reducción de la exposición de la tripulación a la radiación cósmica. En 2017, la NASA recibió un contrato de 18,8 millones de USD para actividades de investigación y desarrollo en esta área.

## Características
La propulsión termonuclear es una de varias opciones para aprovechar la energía nuclear para la propulsión de naves espaciales. Consiste en convertir la energía producida por la reacción nuclear en energía cinética de un propulsor: El calor obtenido de una reacción de fisión nuclear se transmite por medio de fragmentos de fisión al propulsor hasta alcanzar el equilibrio térmico; el propulsor caliente impulsa el cohete al salir expandido por una boquilla. El reactor de fisión nuclear usado en el cohete debe ser mucho más pequeño que uno convencional. Un material apropiado para este uso es el uranio-235. En cuanto al propulsor, puede ser hidrógeno líquido, el cual, al absorber calor, ayuda a enfriar el reactor nuclear. El impulso producido por el propulsor es de aproximadamente 106 Newtons. La ventaja principal que ofrece este modelo de propulsión es que ofrece energía para mucho tiempo y es reutilizable si se añade combustible. 